# アクモラ州
アクモラ州は、中央アジアのカザフスタンの州の1つ。西はコスタナイ州に接し、北は北カザフスタン州に接し、東はパブロダール州に接し、南はカラガンダ州に接する。州都はコクシェタウ。
首都アスタナは州内に位置しているが、特別市のためアクモラ州には含まれない。
第二次世界大戦後には、シベリア抑留を受けた日本兵捕虜の一部約2000人（資料により差がある）が州内に送られてきた。彼らは過酷の環境で強制労働に従事し、多くの者が命を落とした。